# Конда (присілок)
Конда (рос. Конда) — присілок в Няндомському районі Архангельської області Російської Федерації.
Населення становить 161 особу. Входить до складу муніципального утворення Няндомський муніципальний округ.

## Історія
До 2022 року входило до складу муніципального утворення Няндомське поселення.

## Населення
| 2002 | 2010 | 2012 |
| ---- | ---- | ---- |
| 154  | ↘134 | ↗161 |